# Бакалы (Киевская область)
Бакалы́ (укр. Бакали) — село, входит в Белоцерковский район Киевской области Украины.
Население по переписи 2001 года составляло 150 человек. Телефонный код — 4563. Почтовый индекс — 09175.

## Местный совет
09175, Киевская обл., Белоцерковский р-н, с. Малая Ольшанка, ул. Победы, 24.